# 维娜 (阿拉巴马州)
维娜（英文：Vina），是美国阿拉巴马州下属的一座城市。面积约为4.8平方英里（约合12.43平方公里）。根据2010年美国人口普查，该市有人口358人，人口密度为74.57/平方英里（约合28.8/平方公里）。